# Ferdinand Herold
Ferdinand Joseph Ludwig Herold (* 26. August 1783, Münster; † 24. Februar 1860, Amelsbüren-Loevelingloh) war ein deutscher Apotheker, Botaniker, Chemiker, Unternehmer und Hochschullehrer. Er entwickelte ein Verfahren zur Herstellung von Holzkohle in geschlossenen Öfen und begründete mit Ignaz von Landsberg-Velen und Gemen die chemische Fabrik F. Herold & Comp.

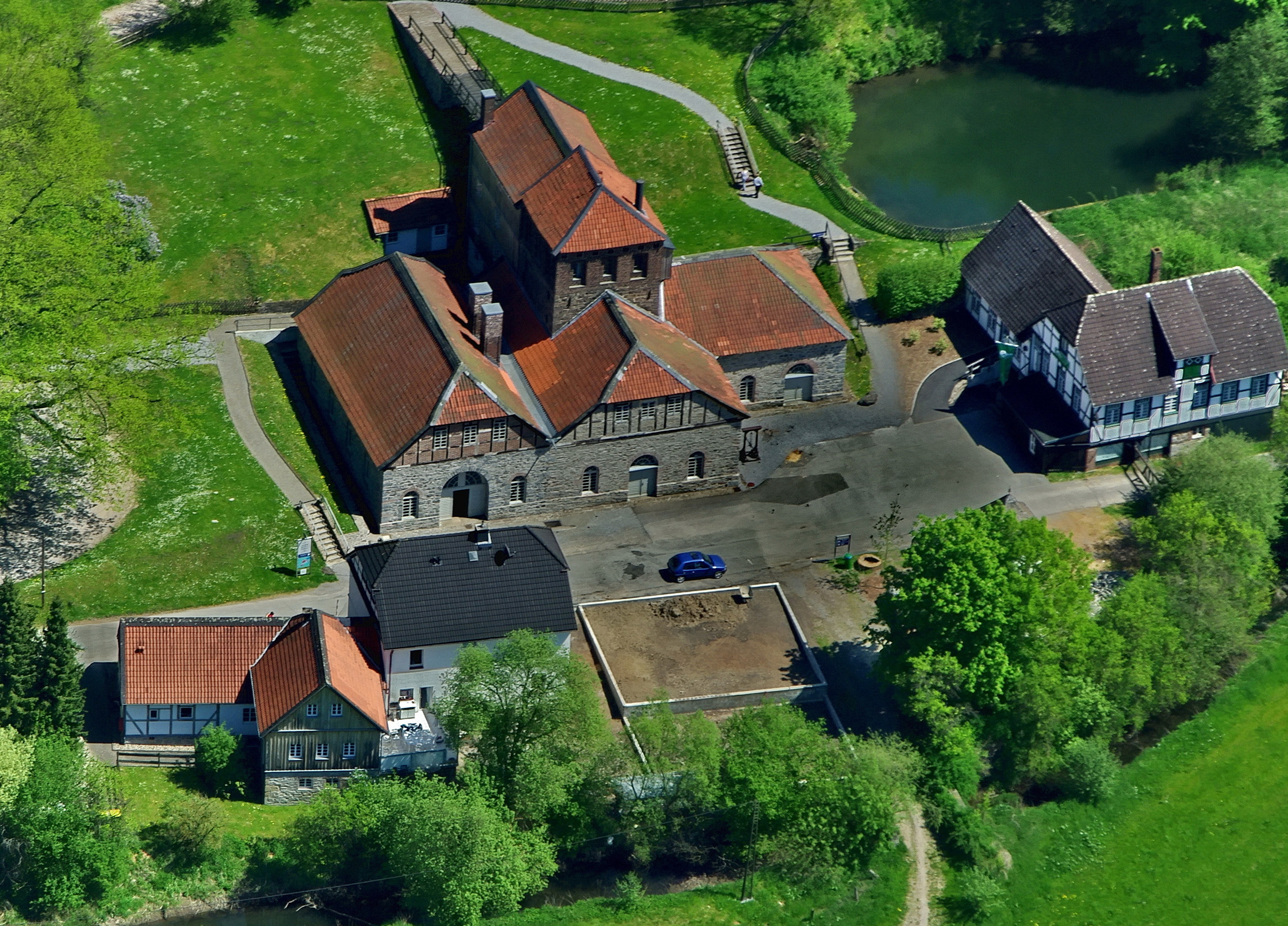
Luisenhütte bei Balve

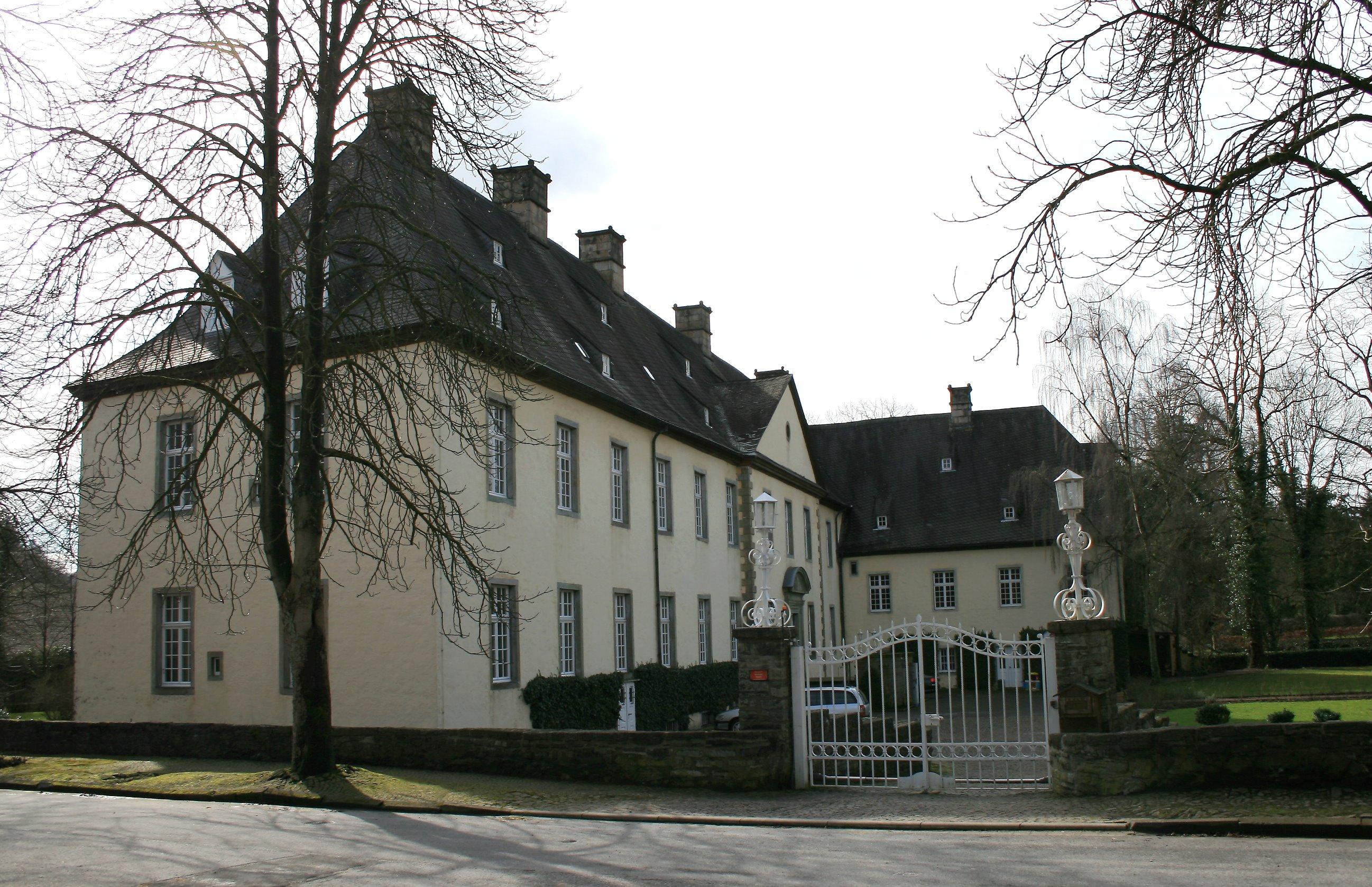
Schloss Wocklum

## Leben
Ferdinand Herold stammte aus einer Apothekerfamilie. Sein Vater Baltasar Herold (1755–1800) hatte 1786 am Prinzipalmarkt in Münster die Löwenapotheke erworben und war zudem Garnisonsapotheker. Sein Onkel war der Theologe Melchior Herold.
Ferdinand führte nach dem Tod seines Vaters die Löwenapotheke weiter. Zudem absolvierte ein Pharmaziestudium, das er 1806 in Düsseldorf mit der Promotion abschloss. 1809 übernahm er einen Lehrauftrag für praktische und theoretische Pharmazie sowie für pharmazeutische Botanik an der 1780 eingerichteten medizinischen Fakultät der Universität Münster. Zudem war er Assessor im Medizinalkollegium der Bezirksregierung. Nach Schließung der Fakultät 1818 endete auch der Lehrauftrag. 
In der Zeit entwickelte er ein Verfahren, in geschlossenen Öfen Holzkohle herzustellen. Eine solche Produktion erwies sich als um ein Drittel billiger als die traditionelle Herstellung in einem Kohlenmeiler, weil neben der Holzkohle weitere gut verkäufliche Nebenprodukte entstanden. 1822 gründete er gemeinsam mit Ignaz Reichsfreiherr von Landsberg-Velen und Gemen, der seit 1812 die Luisenhütte Wocklum bei Balve besaß und zur Eisenerzeugung Holzkohle benötigte, die chemische Fabrik F. Herold & Comp. und investierte hierzu neben seinen Fachkenntnissen 1.200 Reichsthaler.
Von Landsberg-Velen stellte 7.000 Taler sowie die Luisenhütte und sein nahe gelegenes Schloss Wocklum als Produktions- und Laborstandorte zur Verfügung. Neben dem Hauptprodukt Holzkohle lieferte die Fabrik bis zu 38 verschiedene chemische Produkte, darunter Teer, Holzessig, Bleizucker, Schwefelsäure, Glaubersalz, Salzsäure, Chlorkalk, Soda, Salpetersäure, Pottasche, Seifen, Gips u. a. Die Landsbergschen Wälder gaben Holz als Brenn- und Rohstoff. Wasser lieferten ein Bach und der Hüttenteich. Für die Produktion der Mineralfarben und Metalloxyde konnte man auf die Luisenhütte in Wocklum, die Erzgruben Landsberg-Velens, den Bergbau und das metallverarbeitende Gewerbe im gesamten benachbarten Sauer-, Sieger- und Bergischen Land zurückgreifen. Auch Kalk kam aus der unmittelbaren Nachbarschaft. Kochsalz gab es in den gräflichen Salinen der Familie Landsberg-Velen zu Westernkotten. Lediglich Schwefel aus Sizilien und Salpeter aus Chile und Ostindien mussten teuer dazu gekauft werden. In Iserlohn, Barmen, Hamburg und Amsterdam richtete Herold Lager in Handelshäusern ein. Beliefert wurden zudem Wetzlar, Karlsruhe und Nassau.

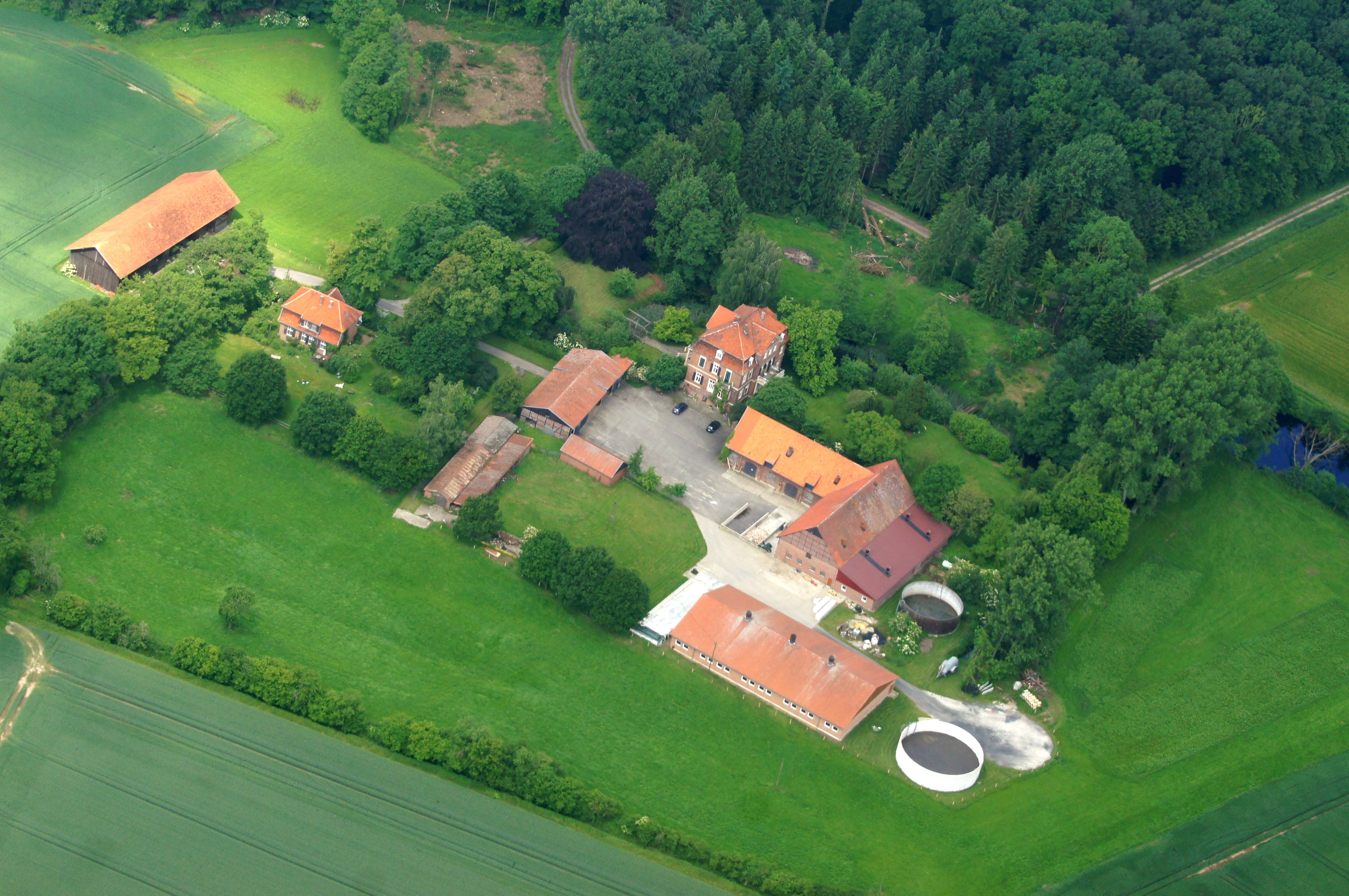
Haus Loevelingloh, Amelsbüren

1836 schied Herold einvernehmlich aus dem wachsenden Unternehmen aus. Es firmierte danach als Freyherrliche von Landsberg Velensche Chemische Fabrick. Sein Nachfolger Heinrich Steimmig tätigte umfangreiche weitere Investitionen, die jedoch 1839 zu einer Überschuldung, beinahe zum Bankrott und zu seiner Entlassung führten. Danach führte Reichsfreiherr von Landsberg-Velen den Betrieb selbst weiter.
Herold zog sich auf das Landgut seiner Frau Theodora Herold geb. Steinmann, Erbin des Gutes Loevelingloh bei Amelsbüren, zurück und widmete sich botanischen Studien und der Landwirtschaft.

## Nachkommen
Aus Herolds Ehe mit Theodora Herold geb. Steinmann gingen u. a. hervor:
- Carl Herold (1848–1931), Zentrumspolitiker
- Maria Anna Henriette Clara (1850–1935), Ehefrau von Joseph Freusberg